# 찰스 올리베이라
찰스 올리베이라(Charles Oliveira, 1989년 10월 17일~)는 브라질 출생의 종합격투기 선수이다.
UFC 데뷔후 역대 최장 경기인 28경기만에 UFC 11대 라이트급 챔피언에 등극했다.
현재 UFC에서 라이트급 랭킹 1위로 활동하고 있으며, 현 UFC 공식 사이트 기준 P4P  랭킹 9위이다.

## 전적
종합격투기 전적은 43전 33승 9패 1무효이다.

주요 승: 제레미 스티븐스, 닉 렌츠(2), 마일스 쥬리, 윌 브룩스, 클레이 구이다, 크리스토스 지아고스, 짐 밀러, 재러드 고든, 케빈 리, 토니 퍼거슨, 마이클 챈들러, 더스틴 포이리에, 저스틴 게이치

주요 패: 도널드 세로니, 컵 스완슨, 프랭키 에드가, 맥스 할로웨이, 앤소니 페티스, 이슬람 마카체프

## 기록
- UFC 역대 최다 피니쉬(19회)
- UFC 역대 최다 서브미션 승리(16회)
- UFC 퍼포먼스 보너스 1위(12번)
- UFC 최초 카프슬라이스 승
- UFC 11대 라이트급 챔피언

## 파이팅 스타일
찰스 올리베이라의 파이팅 스타일은 주짓수이다. 역대 최다 서브미션 승 기록을 가지고 있을 정도로 UFC를 대표하는 주짓떼로이다. 그라운드 상황으로 넘어가는 것을 두려워하지 않는 것으로 유명하다. 상대방을 그라운드로 끌고 가거나 자신이 다운을 당했을 때 다양한 주짓수 기술로 대처한다.
주짓수 뿐만 아니라 타격 실력도 준수한데, 타격은 무에타이 스타일을 기반으로 한다. 최근 경기 중 펀치로 상대방의 다운을 빼앗고, 서브미션으로 승리를 하는 경우가 많다.
최근 이슬람 마카체프와의 경기에서 그의 파이팅 스타일의 한계가 드러났다. 타격가들에게는 자신의 주짓수 실력을 믿고 앞으로 전진하는 스타일이 먹혔지만, 그래플링이 준수한 레슬러인 이슬람 마카체프에겐 통하지 않고 되려 서브미션으로 패배하였다.

## Do Bronx
Do Bronx는 찰스 올리베이라의 링네임이다.
마카오 골드 팀에서 'Charles Do Bronx'라고 부르기 시작해 닉네임으로 자리잡았다. 그가 살던 브라질 슬럼가를 파벨라라고 부르는데 이 파벨라를 슬랭으로 'Bronx'라고 부른다. 또 Do는 '~의'라는 뜻으로, 'Charles Do Bronx'를 번역하면 파벨라(브라질 슬럼가)의 찰스로 번역된다.

## 과거
빈곤, 폭력, 절도, 마약 밀매가 성행하는 브라질의 파벨라 인근에서 1989년 10월 17일 찰스 올리베이라가 태어난다.
그의 부모님은 글을 읽을 줄도 모르는 문맹이었으며, 그의 집안은 매우 가난했다. 가난한 형편이었지만 그는 다양한 스포츠를 접했다. 그러다 7살 즈음에 류마티스열과 심잡음에 걸려, 걸을 수 없는 위기에 빠지게 된다. 부모님의 노력으로 완치하게 되고, 올리베이라는 주짓수를 배우게 된다. 도장에 다닐 돈이 부족했지만, 주짓수 관장은 그를 위해 무료로 체육관에 다닐 수 있게 해준다. 이후 주짓수에 큰 재능과 두각을 보인다.

## UFC계약 이전
브라질 주짓수 대회에서 수많은 메달을 차지한 찰스 올리베이라는 2008년 종합격투기 대회에 출전해 하루만에 3승을 거두어 우승을 하게 된다. 이후 올리베이라는 여러 시합에 참여해 만 20세 이전에 12승 무패의 전적을 쌓는다. 그러자 UFC와 계약을 하게 되고, 2010년 8월 당시 만 19세의 나이로 UFC에서 데뷔전을 치르고 승리한다.

## UFC 커리어 초창기
데뷔전 이후 UFC 라이트급에서 가장 뛰어난 유망주로 평가 받는다. 이후 몇 번의 승리를 더 거두자 상위권 랭커와 시합을 가지는데, 이 시합에서 올리베이라는 첫 패배를 경험한다. 이후 감량을 하지 않는 라이트급에서의 한계를 느끼고 페더급으로 체급을 낮추게 된다. 페더급에서 그저 그런 전적을 쌓다가 잦은 계체 실패로 UFC는 그를 강제로 라이트급으로 복귀시킨다. 라이트급 시합 중 또 한 번의 한계를 느껴, 웨이트 트레이닝의 중요성을 알게 된다. 이후 그는 평체로 시합을 가지는 것이 아닌, 다른 선수들처럼 평체에서 감량을 해 경기를 뛰게 되었다.

## 전성기
찰스 올리베이라는 웨이트 트레이닝 이후 기량이 부쩍 상승하여 연승가도를 달리기 시작했다. 이때 UFC 최다 서브미션 승리 기록도 갱신했다. 이후 케빈 리를 상대로 압도적인 승리를 거두고, 토니 퍼거슨도 만장일치 판정승으로 잡아낸다.
2021년. 찰스 올리베이라는 드디어 전 벨라토르 챔피언이었던 마이클 챈들러를 상대로 UFC 라이트급 타이틀전을 갖게 된다. 챈들러에게 크게 다운을 빼앗게 위기를 맞지만 정신력으로 포기하지 않고 다음 라운드에서 TKO로 챈들러를 잡아내면서 UFC 라이트급 챔피언이 된다.
첫 번째 방어전 상대로 더스틴 포이리에를 맞이한다. 챈들러전과 똑같이 먼저 위기를 맞이한 것은 찰스 올리베이라이다. 하지만 이것 또한 버텨내고, 이후 서브미션으로 포이리에를 잡아내면서 타이틀 1차 방어에 성공한다.
2차 방어전에서 저스틴 게이치를 만나게 된다. 이때 찰스 올리베이라는 계체 실패로 라이트급 벨트가 박탈되어 챔피언이 아닌 상태로 저스틴 게이치와 경기를 치룬다. 챈들러, 포이리에전과 마찬가지로 여러 번 다운을 당하고 위기에 봉착하지만, 포기하지 않고 싸운 결과 서브미션으로 게이치를 잡아냈다.
하빕 누르마고메도프가 은퇴하고 라이트급의 최강이라고 불린 더스틴 포이리에, 저스틴 게이치, 마이클 챈들러를 모조리 이긴 찰스 올리베이라는 더 이상의 적수가 없어 보였다.

## 타이틀전 패배
2022년 10월 UFC280에서 하빕 누르마고메도프의 제자, 이슬람 마카체프를 상대로 다시 타이틀전에 나서게 된다. 앞서 챈들러, 포이리에, 게이치는 올리베이라의 그라운드 게임을 두려워하여 펀치로 다운을 빼앗아도, 쉽게 들어가지 못했지만, 이슬람 마카체프는 찰스 올리베이라를 카운터로 다운시킨 후, 그라운드 공방을 통해 서브미션으로 찰스 올리베이라를 잡아낸다. 이렇게 찰스 올리베이라는 약 5년만에 패배를 기록하면서 라이트급 벨트를 다시 가져오는데 실패한다.